# Briand-Fjord
Der Briand-Fjord (französisch Baie Briand; in Argentinien Bahía Dedo, spanisch für Fingerbucht) ist eine 5 km tiefe Bucht im nordöstlichen Teil der Flandernbucht an der Danco-Küste des Grahamlands auf der Antarktischen Halbinsel.
Teilnehmer der Fünften Französischen Antarktisexpedition (1908–1910) unter der Leitung Jean-Baptiste Charcots kartierten ihn. Charcot benannte den Fjord nach dem französischen Politiker Aristide Briand (1862–1932), mehrfacher Premierminister seines Heimatlands. Die argentinische Benennung ist deskriptiv.